# 梓官區

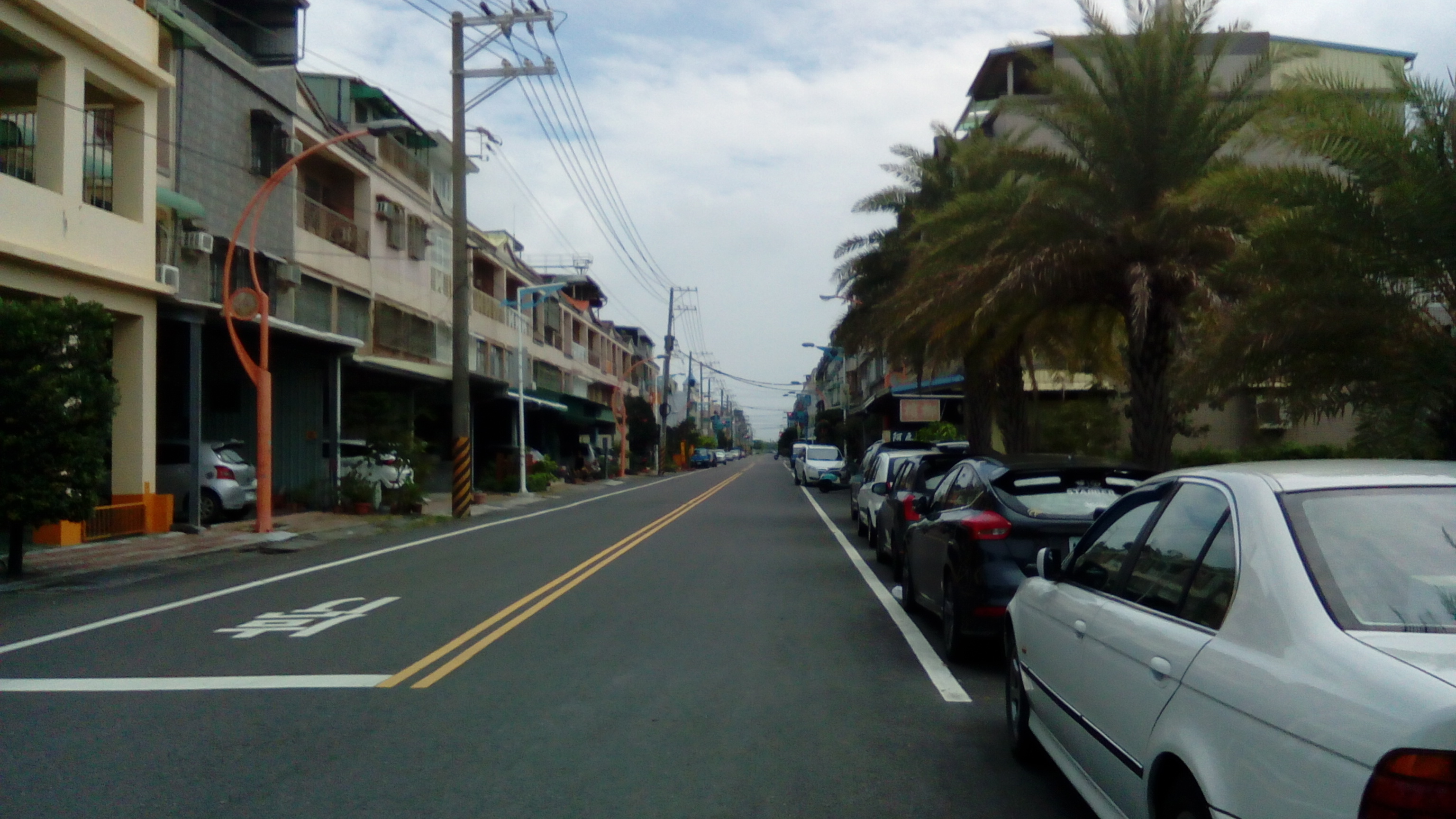
梓官蚵仔寮住宅區街景

梓官區，前身「梓官鄉」，位於臺灣高雄市西部沿海。北臨彌陀區，西濱臺灣海峽，東鄰橋頭區，東北連岡山區，南接楠梓區。面積僅11.5967平方公里，為原高雄縣部分面積最小的行政區。
梓官區位於沿海平原地帶，地勢平坦，氣候上屬熱帶季風氣候，年均溫約23~25℃，年雨量約1500公釐。產業方面以農業及漁業為主，設有蔬菜專業區，是南台灣重要的蔬菜生產中心。

## 歷史
梓官區的地名由來有兩種說法：一是相傳自鄭成功渡台後，便有福建漳州富豪王梓率王、鄭、蔡、歐、蘇各姓同移居此地，由於頗有眾望，而被尊稱為「梓官」；二是認為「梓」指「木匠」，因昔日此地造船業發達，尊稱造船的師傅及木匠為「官」，以此地為造船師傅及木匠的集中地，故名為「梓官」。
日治時期此地初設「梓官區」，後於1920年併入「彌陀」，劃歸高雄州岡山郡管轄。戰後初期為原高雄縣彌陀鄉的一部分，後於1951年4月自原彌陀鄉分設為梓官鄉，初期轄有14村。1993年，茄典村由於人口過多而另劃出典寶村。
2010年12月25日高雄縣市合併，改為高雄市梓官區。
早期的插蚵業
目前當地已不將產蚵作為主要產業。《梓官鄉志》指出清康熙年間的蚵仔寮確實以插蚵為業，或有居民會步行至萬丹港（今左營軍港）一帶的沙灘種植甘藷等農產。 
在民國69年的〈桑田滄海一漁村——掲開蚵子寮海蝕之謎〉指出，蚵仔寮及赤崁皆是沙質鬆散的侵蝕海岸，位於由泥沙堆積而成的螺底台地西南邊緣。這樣的地理體質使得自古以來蚵仔寮、赤崁的海岸線持續後退，更指出在日治時期的1910年代，海水淹沒當地架設蚵架的淺灘，而後居民便沒辦法繼續以插蚵作為維生的方式，蚵仔寮失去經營插蚵產業的優勢。

## 人口
根據高雄市政府民政局統計，2024年底梓官區戶數約1.4萬戶，人口約3.5萬人，區內人口最多與最少的里分別是大舍里與赤西里，2024年底兩里人口分別為4,318人與844人。

## 政治

### 歷任首長

#### 鄉長
| 屆序 | 姓名   | 備註  |
| 1    | 蔡振義 |       |
| 2    | 郭天津 |       |
| 3    | 郭天津 |       |
| 4    | 郭文模 |       |
| 5    | 吳億進 |       |
| 6    | 吳億進 |       |
| 7    | 蔡振義 |       |
| 8    | 蔡振義 | [ 5 ] |
| 9    | 蔡森男 |       |
| 10   | 歐天財 |       |
| 11   | 黃茂生 |       |
| 12   | 黃茂生 |       |
| 13   | 張漢雄 |       |
| 14   | 張漢雄 |       |
| 15   | 蕭添財 |       |

#### 區長
2010年12月25日起改制為梓官區，區長由直轄市長官派。
| 任次 | 姓名   | 備註 |
| 1    | 蕭添財 |      |
| 2    | 蔣金安 |      |
| 3    | 李秀蓉 |      |
| 4    | 黃瑞財 |      |
| 5    | 陳毓君 |      |

### 區政組織

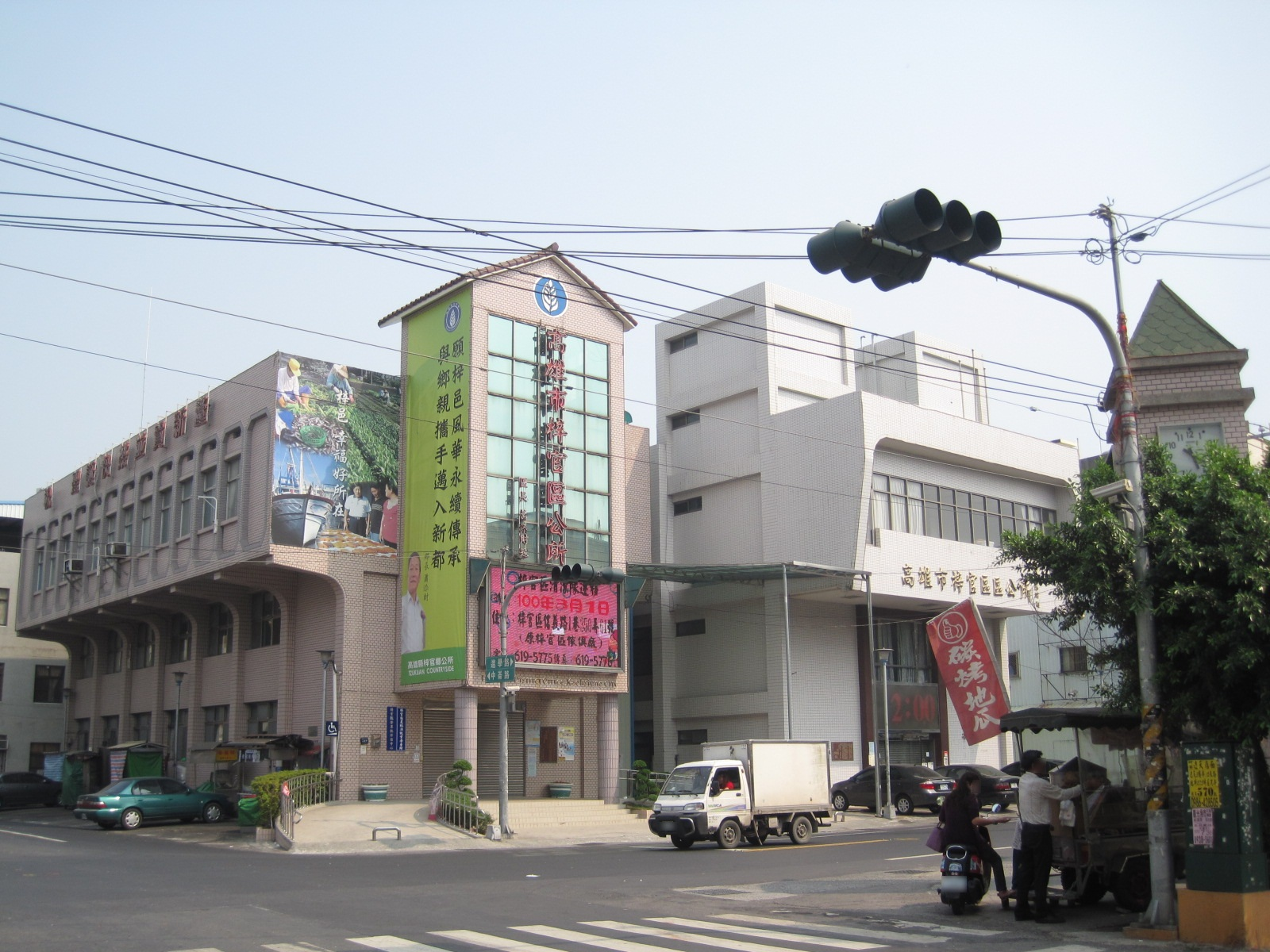
梓官區公所

梓官區公所是高雄市政府在梓官區的派出機關，在中華民國政府架構中為市政府綜理區政的執行機關，上級業務監督機關為高雄市政府。区长由市長任命，其任期為無任期保障。在區長及主任秘書之下，設有3課4室等7個內部單位。

### 行政區劃
現今梓官區行政範圍的確立，來自於1951年4月20日由彌陀鄉獨立劃出的梓官鄉，而其區域大致與日治時期初期所設置的梓官區相近。2010年12月25日，配合縣市合併改制，梓官鄉改名「梓官區」，下轄的村也改制為「里」。梓官區的行政區劃轄有大舍里、中崙里、同安里、赤西里、赤東里、赤崁里、典寶里、信蚵里、茄苳里、梓平里、梓和里、梓信里、梓義里、智蚵里、禮蚵里等15里，共計273鄰。
| 梓官區行政區劃 |
| 中 崙 里 梓 信 里 梓 義 里 梓 和 里 梓 平 里 同 安 里 典 寶 里 大 舍 里 赤 崁 里 赤 東 里 赤 西 里 茄 冬 里 禮蚵里 智蚵里 信蚵里 |

## 宗教信仰

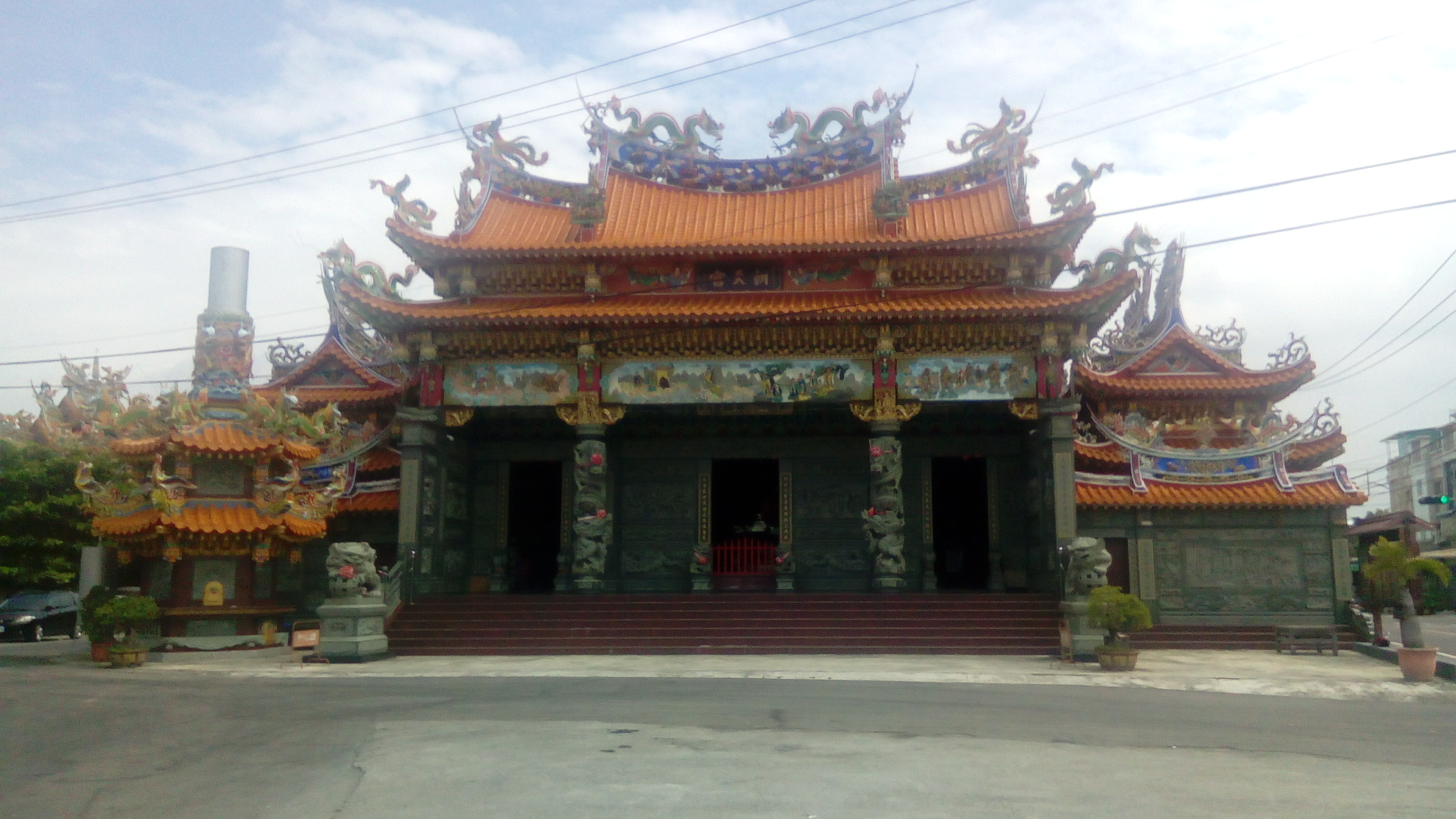
蚵子寮朝天宮

### 道教與臺灣民間信仰

#### 梓官地區
- 梓官城隍廟
- 梓官義氣堂
- 梓官紫雲堂
- 梓官南天堂
- 梓官天仁宮[9]
- 中崙代天府
- 同安厝同安宮

#### 赤崁地區
- 赤崁赤慈宮
- 赤崁龍穗殿
- 赤崁慈皇宮
- 赤崁清進宮
- 赤崁清水宮
- 赤崁元聖宮

#### 蚵仔寮地區
- 蚵子寮通安宮
- 蚵子寮青龍宮
- 蚵子寮朝天宮
- 蚵仔寮保安宮
- 蚵仔寮土葛厝龍安堂
- 蚵仔寮竹圍仔內民安宮
- 蚵子寮清聖宮
- 蚵子寮觀海府
- 蚵子寮東隆宮

#### 其他地區
- 淵官振淵宮
- 大舍甲大壽宮
- 茄苳坑嘉隆宮
- 茄苳坑北極宮
- 典寶代天府
- 典寶橋聖安宮

### 佛教
- 碧瑞禪寺
- 慈源禪寺
- 赤崁淨華寺

### 基督宗教
| 宗派                             | 教會（禮拜堂 / 聖堂）  |
| -------------------------------- | ---------------------- |
| 天主教                           | 露庇聖母堂             |
| 歸正宗長老會（臺灣基督長老教會） | 梓官教會、茄典教會     |
| 召會                             | 高雄市召會中正六街會所 |
| 其他                             | 蚵寮喜信會             |

## 教育

### 國民中學
- 高雄市立梓官國民中學[10]
- 高雄市立蚵寮國民中學[11]

### 國民小學
- 高雄市梓官區梓官國民小學[12]
- 高雄市梓官區蚵寮國民小學[13]

## 交通

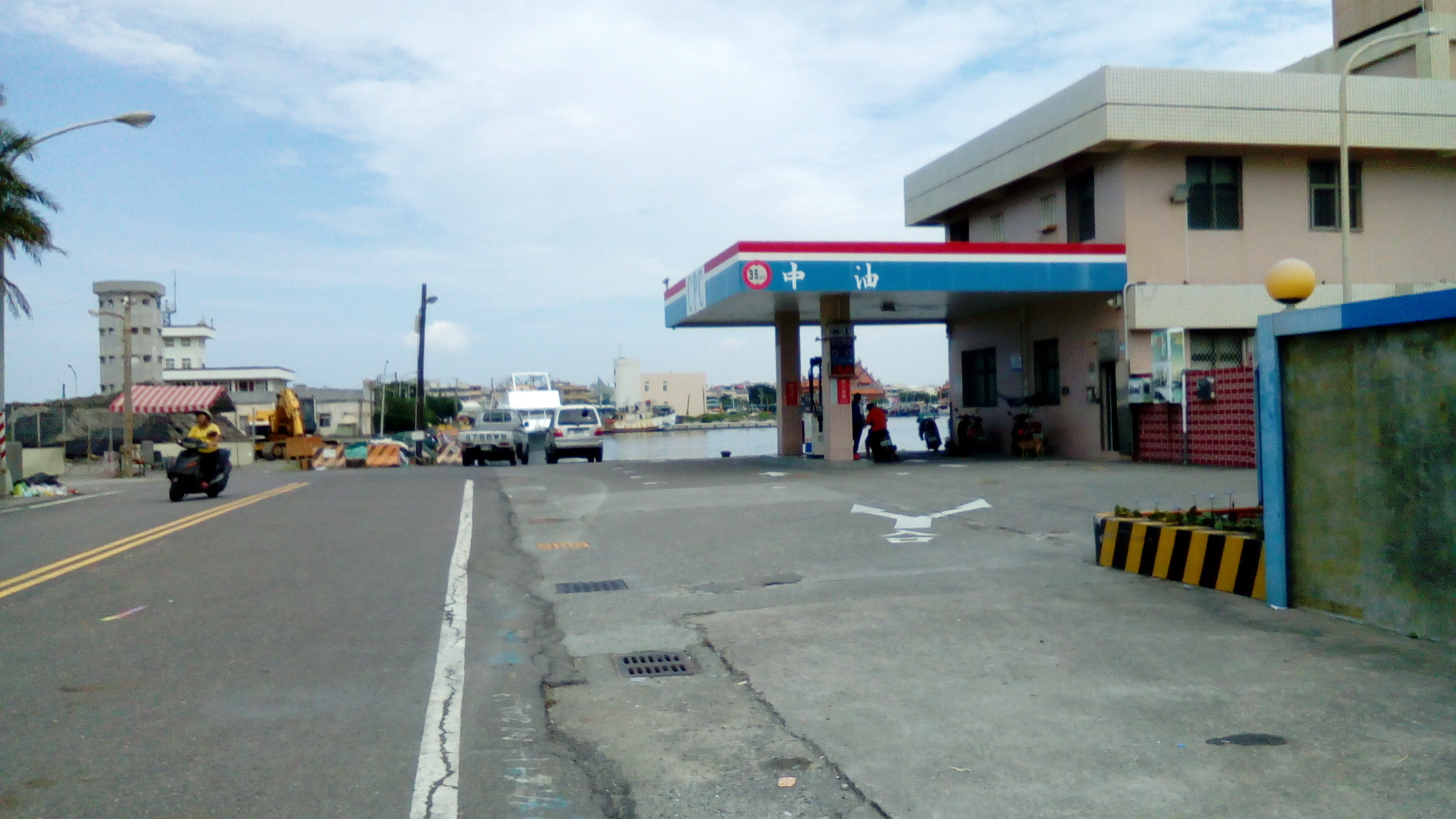
中油蚵仔寮站

### 快速公路
- 台61線（規畫中）
  - 楠海路交流道

### 公路
- 台17線（濱海公路）：信義路－和平路－大舍北、南路
- 台19甲線：梓官路－大舍東、西路－赤崁東路

### 公車客運
- 高雄客運
  - 8017 高雄火車站－赤崁－岡山
  - 8021 鳳山－彌陀
  - 8043 高雄火車站－台17線－茄萣
  - 紅72 捷運岡山高醫站－橋頭車站－梓官區公所
  - 紅75 捷運岡山高醫站－橋頭車站－彌陀國小
  - 紅76 捷運岡山高醫站－橋頭車站－彌陀國小－永安區公所
  - 紅78 捷運岡山高醫站－南寮
- 南台灣客運
  - 梓官幹線（紅53）-主線 台鐵新左營站－世運主場館－蚵仔寮漁港
  - 梓官幹線（紅53）-副線 台鐵新左營站－左營高中－蚵仔寮漁港

## 旅遊

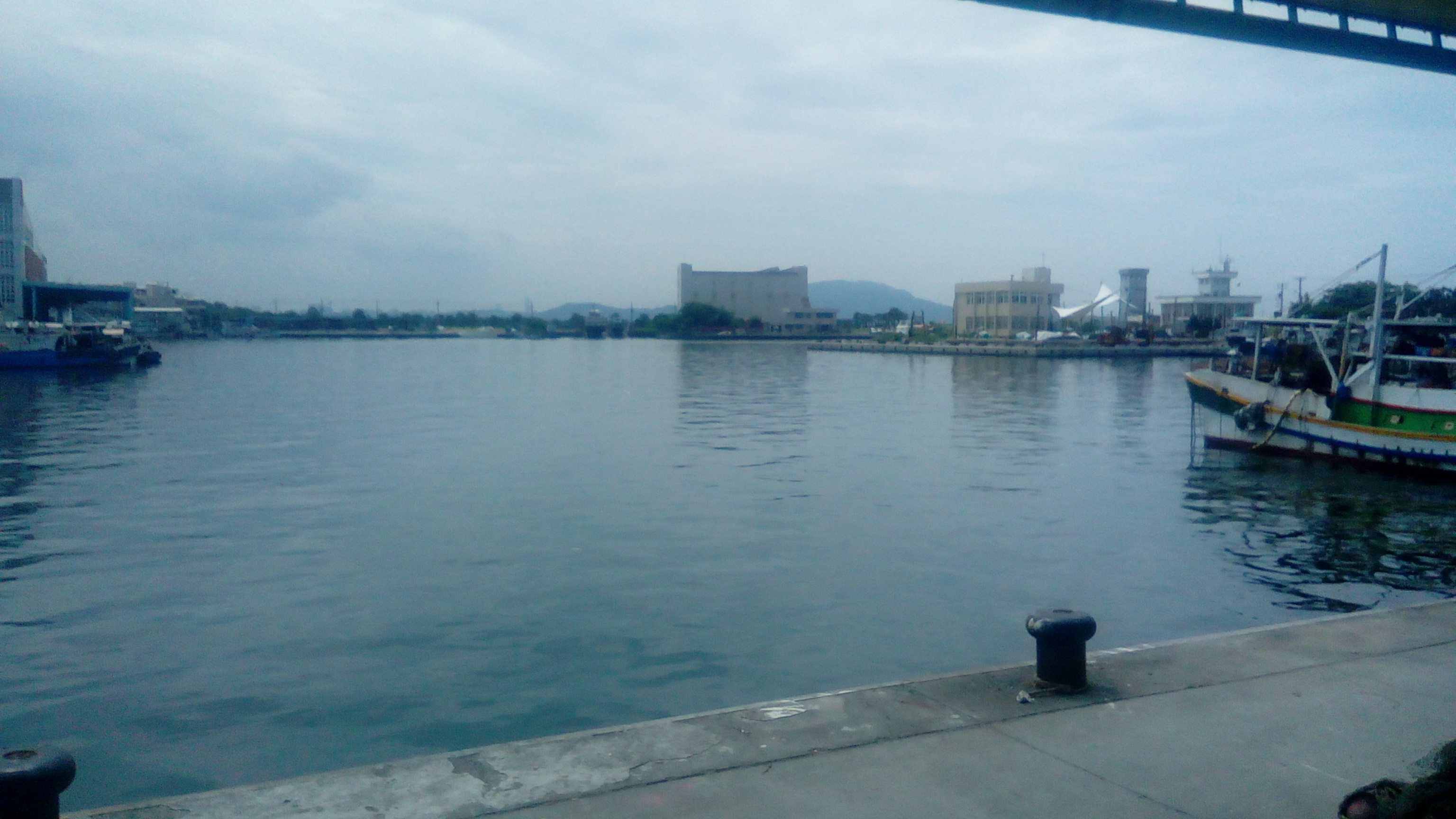
蚵仔寮漁港(遠處可見85大樓)

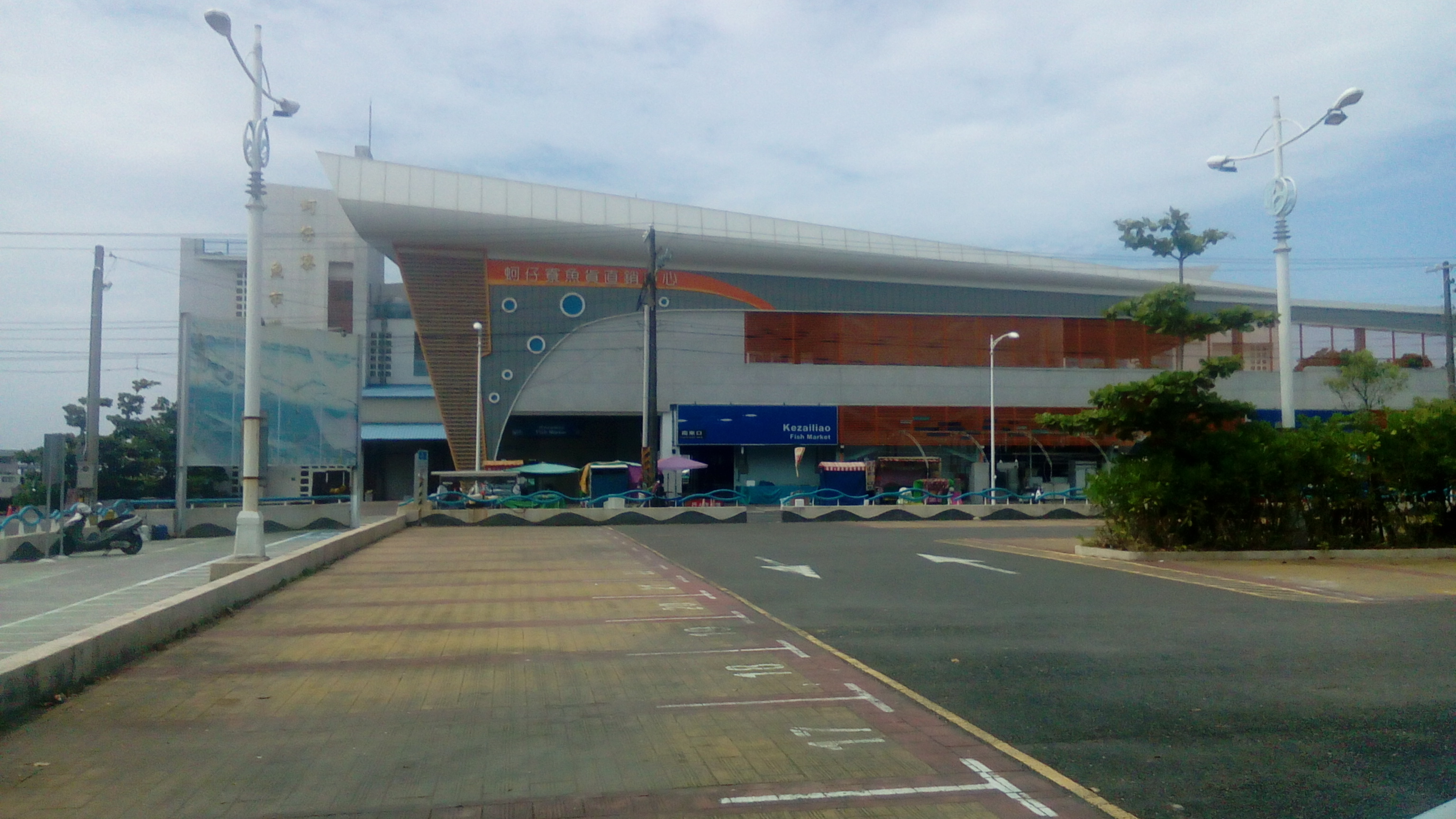
蚵仔寮魚市場

- 蚵仔寮漁港
- 紅樹林茄苳溪保護區
- 赤崁古厝
- 同安厝張家古厝

## 特產
- 青菜
- 烏魚子
- 海鮮

## 歷史地景
- 廣澤市場
- 港仔門

## 外部連結
- 高雄市梓官區公所 （页面存档备份，存于）
- 高雄市梓官區戶政事務所 （页面存档备份，存于）
- 高雄市梓官區衛生所 （页面存档备份，存于）